# Luapula
Luapula – rzeka w Zambii oraz Demokratycznej Republice Konga, prawy dopływ Lualaby. Długość 1500 km.
Rzeka ta jest żeglowna odcinkami. 
Na rzece znajdują się liczne wodospady.